# Ophiocreas mortenseni
Ophiocreas mortenseni är en ormstjärneart som beskrevs av Jean Baptiste François René Koehler 1930. Ophiocreas mortenseni ingår i släktet Ophiocreas och familjen Asteroschematidae. Inga underarter finns listade i Catalogue of Life.